# Ischnosiphon puberulus
Ischnosiphon puberulus är en strimbladsväxtart som beskrevs av Ludwig Eduard Loesener. Ischnosiphon puberulus ingår i släktet Ischnosiphon och familjen strimbladsväxter. Inga underarter finns listade.